# Alexander Keith Johnston (1804–1871)

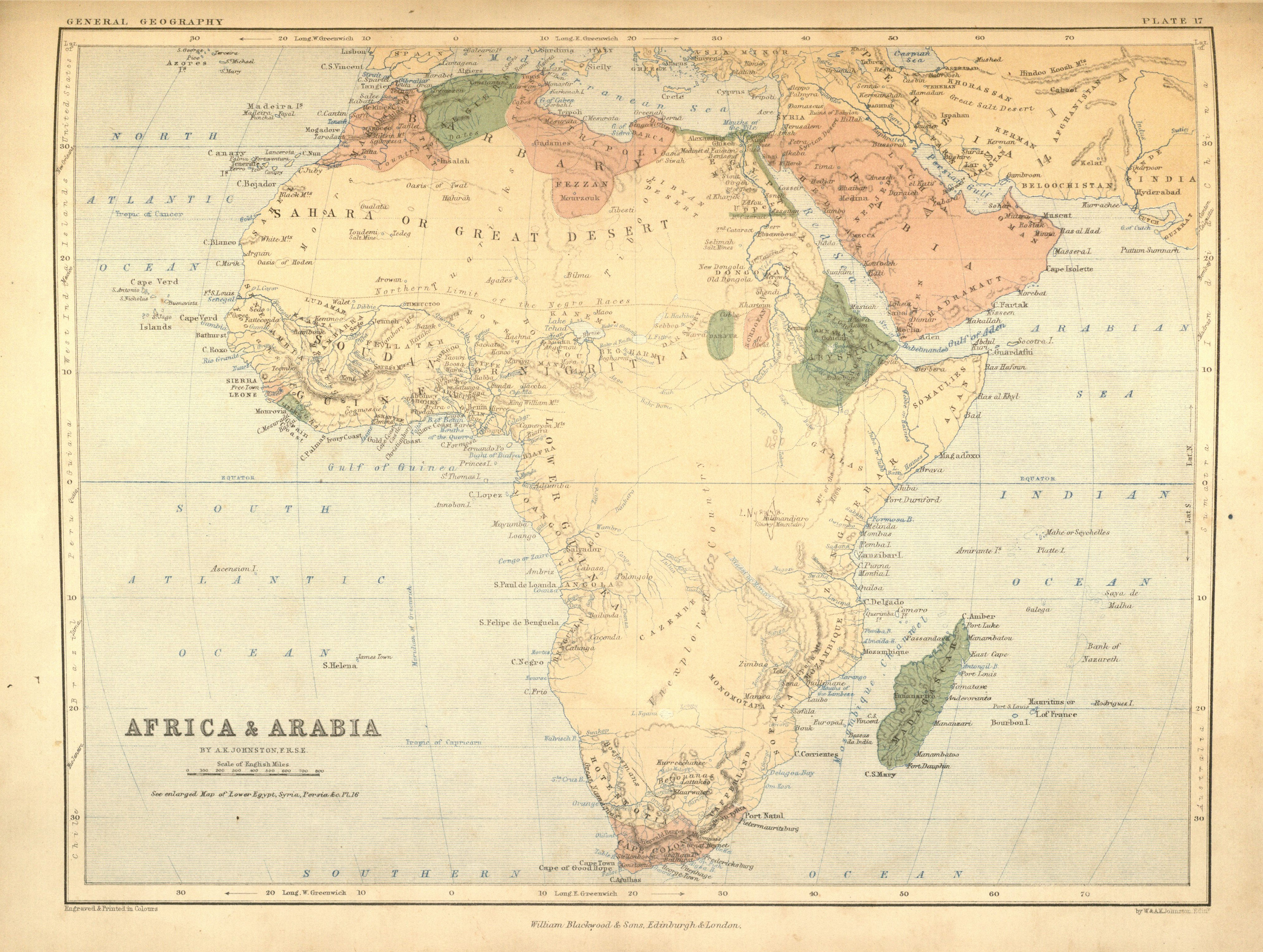
Johnston, Africa & Arabia, 1852

Alexander Keith Johnston, född 28 december 1804 i Kirkhill nära Edinburgh, död 9 juli 1871 i Ben Rhydding, Yorkshire, var en skotsk kartograf och forskningsresande, far till Alexander Keith Johnston (1844–1879).
Johnston genomreste nästan alla Europas länder liksom Egypten och Palestina samt utgav efter sin hemkomst National Atlas (1843), för vilket arbete han utnämndes till kunglig geograf för Skottland. Han var den förste, som gjorde den fysiska geografin verkligt känd i Storbritannien. Stödjande sig på Alexander von Humboldt och Carl Ritter, utgav han det epokgörande verket Physical Atlas of Natural Phenomena (1848; förkortad upplaga 1850, utökad upplaga 1856). År 1850 publicerade han första upplagan av den mycket spridda Dictionary of Geography, och 1855 började han utgivandet av det framstående arbetet Royal Atlas of Modern Geography. Bland hans övriga arbeten märks åtskilliga skolkartböcker och väggkartor, vilka vann stor spridning.